# Марктродах
Марктродах (њем. Marktrodach) град је у њемачкој савезној држави Баварска. Једно је од 18 општинских средишта округа Кронах. Према процјени из 2010. у граду је живјело 3.965 становника. Посједује регионалну шифру (AGS) 9476183.

## Географски и демографски подаци
Марктродах се налази у савезној држави Баварска у округу Кронах. Град се налази на надморској висини од 340 метара. Површина општине износи 33,3 km². У самом граду је, према процјени из 2010. године, живјело 3.965 становника. Просјечна густина становништва износи 119 становника/km².

## Међународна сарадња
| Мјесто   | Држава   | Врста сарадње | Од    |
| -------- | -------- | ------------- | ----- |
| Појербах | Аустрија | контакт       | 2000. |
| Извор    |          |               |       |